# Monica Shannon
Pour les articles homonymes, voir Shannon.
Monica G. Shannon Wing, née le 7 mars 1893, et morte le 13 août 1965, est une romancière américaine, spécialisée dans la littérature pour enfants. Son livre Dobry, publié en 1934, a reçu la médaille Newbery en 1935. 

## Biographie
Shannon est née au Canada d'immigrants irlandais, Patrick et Eliza Keena Shannon, mais ils déménagent aux États-Unis avant son premier anniversaire. Ils ont d'abord vécu à Seattle avant de s'installer dans la Bitterroot Valley (en) du Montana, où elle grandit dans des ranchs supervisés par son père. Les histoires racontées par les ouvriers bulgares dans les ranchs ont influencé son écriture, tout comme son amour pour la nature. Même enfant, l'écriture de Shannon reflétait cet amour pour la nature et les bergers du ranch de sa famille. Pour un devoir à l'école primaire où elle doit écrire sur son personnage biblique préféré, Shannon a choisi Joseph de l'Ancien Testament, qui était un jeune berger. L'histoire a tellement impressionné son professeur que Shannon a remporté un prix spécial pour cela. 
Shannon déménage en Californie et travaille à la Los Angeles Public Library (en) de 1915 à 1925, et vit ensuite à Three Rivers, en Californie. 
Le premier livre de Shannon, California Fairy Tales, est publié par Doubleday en 1926. Il comprend des histoires des États-Unis, d'Espagne et d'Irlande. Dobry est publié en 1934. Il raconte l'histoire d'un jeune garçon paysan qui aspire à être sculpteur. Le père de Dobry est décédé et sa mère veut qu'il travaille la terre. Son grand-père, cependant, soutient son rêve et l'encourage à poursuivre ses rêves. Certaines des expériences de Dobry proviennent de la vie d'Atanas Katchamakoff, le sculpteur d'origine bulgare qui a illustré le livre. 
Monica Shannon, qui a épousé Elbert Wing à Santa Barbara en 1925, meurt le 13 août 1965. 

## Récompenses
Dobry remporte la médaille Newbery de 1935 pour sa « contribution la plus distinguée à la littérature américaine pour enfants ». 

## Œuvres
- (en) California in Print, Los Angeles Public Library, 1919
- (en) California Fairy Tales, Doubleday, 1926illustré par CE Millard
- (en) Eyes for the Dark, Doubleday, 1928illustré par Millard, réédité sous le titre More Stories from California (1935)
- (en) Goose Grass Rhymes, Doubleday, 1930illustré par Neva Kanaga Brown
- (en) Tawnymore, Doubleday, 1931illustré par Jean Charlot
- (en) Dobry, Viking, 1934illustré par Atanas Katchamakoff